# David Dyrssen
David Waldemar Dyrssen (Nueva York, Estados Unidos, 10 de junio de 1922 – Örgryte, Gotemburgo, Suecia, 19 de noviembre de 201) fue un químico sueco y profesor de química analítica en la Universidad de Gotemburgo. Su interés especial era la química del agua de mar.

## Biografía
David Dyrssen nació en Tarrytown, en el estado de Nueva York, Estados Unidos, como hijo del ingeniero jefe Waldemar Dyrssen y su esposa estadounidense Eugene, de soltera Baker. Quedó huérfano a los 8 años y fue adoptado por el primo de su padre, el entonces teniente general Gustaf Dyrssen, y su primera esposa Maia, de soltera Wennerholm.
Dyrssen estudió matemáticas, física y química en la Universidad de Estocolmo y en 1948 fue contratado por el Instituto de Investigación de Defensa (FOA) en Estocolmo, a partir de 1956 como laboratorista. Se doctoró en 1956 en la Universidad de Estocolmo y luego fue profesor asociado de química física allí, hasta 1960, cuando se convirtió en profesor asociado de química inorgánica en el Real Instituto de Tecnología. En 1963, fue nombrado el primer profesor de química analítica en Suecia en la Universidad de Gotemburgo. Ocupó este puesto hasta 1988, cuando se convirtió en profesor emérito.
Aunque gran parte del trabajo en el FOA estaba clasificado, Dyrssen pudo publicar partes de su trabajo en la literatura abierta y se doctoró con una tesis sobre métodos de medición para determinar elementos químicos formados en reacciones nucleares. Fue pionero en el desarrollo de la extracción líquido-líquido.
Dyrssen reconoció temprano la importancia de las computadoras para los cálculos químicos y publicó un libro en 1968 sobre este tema.
La parte más importante del trabajo de Dyrssen durante los años en Gotemburgo se centró en la química del agua de mar. Este trabajo fue experimental y práctico. Dyrssen y sus colaboradores estudiaron el pH del agua de mar en relación con su contenido de dióxido de carbono y también desarrollaron métodos para la determinación de sus componentes principales como cloruro, sulfato, calcio y magnesio.
Dyrssen era consciente de que los nuevos métodos y teorías en la química marina debían ser probados prácticamente con experimentos de campo. Participó en varias expediciones oceanográficas tanto en buques de investigación soviéticos como estadounidenses y fue responsable de la expedición sueca a las aguas árticas que recibió el nombre de Ymer 80. Fue activo en el trabajo de comités dentro de su campo a nivel nacional e internacional, y fue miembro de la Real Academia Sueca de Ciencias de la Ingeniería así como de la Sociedad Real de Ciencias y Letras de Gotemburgo.
David Dyrssen está enterrado en el nuevo cementerio de Örgryte.

## Trabajos de investigación
- Separación de europio III y americio III mediante extracción con disolventes de sus complejos de quelatos metálicos.[8]
- Estudios sobre Extracción de Complejos Metálicos.[9]